# Vérrög
A vérrög (vércsomó, trombus; lat. thrombus) a véralvadás végső terméke, amely a vérlemezkék összecsapzódása és a humorális véralvadási rendszer aktivációja révén jön létre. Sérülések esetén a trombus képzése a véralvadás életmentő szerepe miatt fiziológiás, viszont a trombózisban már patológiásnak tekintendő.

## A trombózis okai
- A véráramlás lelassulása, vagy lokális turbulenciája
- Az ér intimájának (az érfal legbelső rétegének) sérülése
- A vér alvadási készségének fokozódása[1]

## A következő esetekben keletkezikpatológiásantrombus
- Pitvarfibrilláció, azaz pitvari ritmuszavar. Ebben az esetben az áramlás sebessége jelentősen csökken, ami azt okozza, hogy a véráramban fiziológiásan centrálisan haladó alakos elemek a periférián fognak úszni, így nagyobb valószínűséggel kerülnek kapcsolatba az érfallal.
- Szívbillentyű gyulladása
- Szívinfarktus: Mind az előbbi, mind az utóbbi az ér intimájának sérülését válthatja ki, és ez súlyos problémákat okozhat a véralvadás szabályozásában.
- Leiden-mutáció, Antifoszfolipid antitest szindróma: a véralvadás örökletes zavarait okozzák, a vér hiperkoagulábilissé válik, ilyenkor a trombus keletkezésének valószínűsége fokozott

## Osztályozása

### Színük szerint
- Vörös trombus: koaguláns vérrög, a hullai véralvadékhoz hasonlít, de mégis elkülönül attól törékeny szerkezete, szárazsága, illetve érfalhoz tapadása miatt. Fibrinhálóból, trombocitákból, fehér- és vörösvérsejtekből áll.
- Fehér trombus: az artériák és a szív üregeiben jön leginkább létre, nem tartalmaz vörösvértesteket, megfigyelhetők benne a Zahn-féle vonalak, melyeket a fibrinhálóban elhelyezkedő vérsejtkötegek mutatnak.
- Vegyes trombus: Mindkét trombus típus sajátságait hordozza. Lehet koncentrikus és longitudinális szerkezetű. Utóbbi esetben a keringési irányt tekintve disztálisan fehér a trombus, proximálisan réteges felépítésű.

### Lokalizációjuk szerint
- Vénás trombózis: leggyakrabban a végtagok mélyvénáiban történik meg az elzáródás, amely végső esetben akár a végtag elhalását is okozhatja. Leggyakrabban vörös trombus, hiszen a vénás pangás miatt a vörösvértestek is tapadhatnak hozzá.
- Artériás trombózis: az ér falában keletkezik a plakk, majd folyamatosan szűkítve az eret, elzáródik. Így jön létre az infarktus, a stroke (szélütés, gutaütés).
- Hialintrombus: mikrocirkuláció elemeiben hialin-szerű festődésű trombusok okozzák.
- A szív üregében: a már fentebb említett infarktusban és a szívbillentyű gyulladásaiban, károsodásakor következik be.

## A trombus sorsa
- Szervülés és rekanalizáció: odavándorló simaizomsejtek rostokat termelnek, majd a trombus kapillarizálódik, amelyen csak kevés vér fog áramlani, de még így is vénás kövek keletkezését eredményezheti.
- Feloldódás: a trombus a szervezet fibrinolitikus mechanizmusai során teljesen feloldódik.
- Növekedés (propagatio): további rárakódással a trombus hosszanti vagy körkörös irányban növekedhet. Előbbi több ér érintettségét, utóbbi érelzáródást okoz.
- Embolizáció: súlyos szövődmény, amikor a trombus leválik a falról és a keringéssel eljutva bárhol okozhat hirtelen elzáródást.

### Terápiás lehetőségek
A vércsomók keletkezésének megelőzésével csökkenthető az infarktus és az agyvérzés kockázata. Ebből a célból heparint és warfarint alkalmaznak, amelyek véralvadás elleni szerek, így segítenek megakadályozni a véralvadási rendszer hiperaktivációját, ezáltal vércsomók keletkezését.